# Dicranomyia
Dicranomyia is een geslacht van steltmuggen (Limoniidae). De wetenschappelijke naam van het geslacht werd voor het eerst gepubliceerd door James Francis Stephens in 1829.
Het is een omvangrijk geslacht, met meer dan duizend beschreven soorten. In dit geslacht heeft men een aantal ondergeslachten onderscheiden:

## Soorten
Deze lijst van 1061 stuks is mogelijk niet compleet.

### Niet gebonden aan een ondergeslacht
- D. erythrina Alexander, 1915
- D. nelliana Alexander, 1914
- D. pamela (Alexander, 1960)
- D. scutellumnigrum Alexander, 1920
- D. tamarae Alexander, 1919

### OndergeslachtAlexandriariaGarrett, 1922
- D. phalangioides (Alexander, 1943)
- D. suffusca (Garrett, 1922)
- D. whartoni Needham, 1908

### OndergeslachtCaenoglochinaAlexander, 1964
- D. acuminata Alexander, 1921
- D. apicata Alexander, 1914
- D. basistylata (Alexander, 1928)
- D. capitonius (Alexander, 1945)
- D. egae Alexander, 1921
- D. fieldi (Alexander, 1967)
- D. hoffmani (Alexander, 1927)
- D. lotax (Alexander, 1971)
- D. myctera (Alexander, 1967)
- D. napoensis Alexander, 1921
- D. paniculata (Byers, 1981)
- D. paucilobata (Alexander, 1940)
- D. pugnax (Alexander, 1946)
- D. rapax Alexander, 1921
- D. rogersiana Alexander, 1926
- D. scaenalis (Alexander, 1951)
- D. sica (Alexander, 1941)
- D. singularis (Alexander, 1944)
- D. somnifica (Alexander, 1943)
- D. subacuminata (Alexander, 1967)
- D. vorax (Alexander, 1941)
- D. wirthiana (Alexander, 1970)

### OndergeslachtCaenolimoniaAlexander, 1967
- D. amaryllis (Alexander, 1944)
- D. angustiviria (Alexander, 1979)
- D. brachycantha (Alexander, 1945)
- D. combostena (Alexander, 1967)
- D. contradistincta (Alexander, 1936)
- D. curvispinosa (Alexander, 1979)
- D. distantia (Alexander, 1971)
- D. galbipes (Alexander, 1967)
- D. interstitialis (Alexander, 1940)
- D. meconeura (Alexander, 1962)
- D. melaxantha (Alexander, 1934)
- D. meridensis (Alexander, 1940)
- D. neorepanda (Alexander, 1964)
- D. orthogonia (Alexander, 1945)
- D. osterhouti (Alexander, 1912)
- D. paprzyckii (Alexander, 1941)
- D. translucida (Alexander, 1912)
- D. xanthomela (Alexander, 1962)

### OndergeslachtCygnomyiaTheischinger, 1994
- D. youngoloy (Theischinger, 1994)

### OndergeslachtDicranomyiaStephens, 1829
- D. aberdareica (Alexander, 1956)
- D. abigor (Alexander, 1967)
- D. abjuncta Alexander, 1927
- D. absens Brunetti, 1912
- D. acanthophallus Alexander, 1924
- D. acerba (Alexander, 1943)
- D. acinomeca (Alexander, 1968)
- D. acuproducta (Alexander, 1962)
- D. adirondacensis Alexander, 1922
- D. aegrotans Edwards, 1923
- D. aequispina Alexander, 1928
- D. affabilis (Alexander, 1952)
- D. affinis (Schummel, 1829)
- D. agape (Alexander, 1948)
- D. alascaensis Alexander, 1919
- D. albipennis (Macquart, 1838)
- D. albistigma Alexander, 1928
- D. albitarsis Alexander, 1915
- D. alboapicalis (Alexander, 1929)
- D. alfaroi Alexander, 1922
- D. alta de Meijere, 1913
- D. altandina (Alexander, 1957)
- D. ambigua (Alexander, 1929)
- D. amblymorpha (Alexander, 1968)
- D. amphionis (Alexander, 1952)
- D. amplificata (Alexander, 1940)
- D. amurensis Alexander, 1925
- D. ananta (Alexander, 1964)
- D. anax (Alexander, 1942)
- D. andicola (Alexander, 1912)
- D. andinalta (Alexander, 1957)
- D. annulifera Alexander, 1922
- D. annulipes Skuse, 1890
- D. anteapicalis (Alexander, 1947)
- D. aperta Wahlgren, 1904
- D. apiceglabra (Alexander, 1968)
- D. appa (Theischinger, 1994)
- D. apposita (Alexander, 1942)
- D. archeyi Alexander, 1924
- D. argentina (Alexander, 1912)
- D. ariadne (Alexander, 1942)
- D. arta (Alexander, 1954)
- D. arthuriana Alexander, 1924
- D. aspropoda (Alexander, 1965)
- D. athabascae Alexander, 1927
- D. atrescens Alexander, 1915
- D. atritarsis (Alexander, 1949)
- D. atropos Savchenko, 1983
- D. atrostyla (Alexander, 1942)
- D. aurantiothorax (Alexander, 1941)
- D. auripennis Skuse, 1890
- D. autumnalis (Staeger, 1840)
- D. axierasta (Alexander, 1952)
- D. baileyana (Alexander, 1963)
- D. baileyi Edwards, 1928
- D. balli (Theischinger, 1994)
- D. basilewskyana (Alexander, 1977)
- D. basiseta Alexander, 1924
- D. basuto (Alexander, 1956)
- D. bethae (Alexander, 1945)
- D. bhima (Alexander, 1965)
- D. bhutanica (Alexander, 1942)
- D. bickeli (Theischinger, 1996)
- D. bicomifera (Alexander, 1943)
- D. bidigitata (Alexander, 1958)
- D. bigladia (Alexander, 1942)
- D. bilobula (Alexander, 1958)
- D. boliviana (Alexander, 1930)
- D. boniniana (Alexander, 1972)
- D. boorana (Theischinger, 1994)
- D. borinquenia (Alexander, 1968)
- D. boulariensis (Hynes, 1993)
- D. brachyneura (Alexander, 1932)
- D. brevicubitalis (Alexander, 1947)
- D. brevigladia (Alexander, 1962)
- D. brevirama Alexander, 1922
- D. brevivena Osten Sacken, 1869
- D. brevivenula (Alexander, 1929)
- D. brookesi Edwards, 1923
- D. browni (Alexander, 1932)
- D. brunneistigma (Alexander, 1971)
- D. bugledichae (Theischinger, 1994)
- D. bullockiana (Alexander, 1939)
- D. bunyip (Theischinger, 1994)
- D. buxtoni Edwards, 1927
- D. calianensis (Alexander, 1931)
- D. calliergon (Alexander, 1939)
- D. candidella (Alexander, 1931)
- D. capella (Alexander, 1932)
- D. capicola Alexander, 1921
- D. catamarcana (Alexander, 1929)
- D. cautinensis (Alexander, 1941)
- D. cerbereana (Alexander, 1929)
- D. cervina Doane, 1908
- D. cinctitibia (Alexander, 1934)
- D. cinerascens Brunetti, 1912
- D. cinerella Alexander, 1923
- D. cingulifera Alexander, 1928
- D. cinnamonota Alexander, 1921
- D. circassica Lackschewitz, 1941
- D. citrina Doane, 1900
- D. claribasis (Alexander, 1945)
- D. clarissima (Alexander, 1967)
- D. clarkeana (Alexander, 1970)
- D. clarki (Alexander, 1930)
- D. clathrata Savchenko, 1984
- D. clavigera (Alexander, 1931)
- D. clavistyla (Alexander, 1957)
- D. clivicola Speiser, 1909
- D. clotho (Alexander, 1964)
- D. coheri (Alexander, 1964)
- D. collita (Alexander, 1978)
- D. commina (Alexander, 1967)
- D. commixta (Alexander, 1933)
- D. complacita (Alexander, 1942)
- D. conchifera (Strobl, 1900)
- D. confusa Alexander, 1921
- D. consimilis (Zetterstedt, 1838)
- D. contraria (Alexander, 1953)
- D. contristans (Alexander, 1946)
- D. conulifera Edwards, 1923
- D. convergens de Meijere, 1911
- D. convoluta Hancock, 2006
- D. coxitalis (Alexander, 1934)
- D. cramptoniana (Alexander, 1929)
- D. crassispina Alexander, 1923
- D. croceiapicalis (Alexander, 1962)
- D. cruzi (Alexander, 1936)
- D. cuneata Skuse, 1890
- D. cuneipennis Alexander, 1923
- D. cunninghamensis (Alexander, 1933)
- D. chalybeicolor (Alexander, 1954)
- D. chandra (Alexander, 1964)
- D. chathamensis Oosterbroek, 2009
- D. chazeaui (Hynes, 1993)
- D. chillcotti (Alexander, 1968)
- D. chimborazicola (Alexander, 1946)
- D. chimera (Alexander, 1972)
- D. chlorotica (Philippi, 1866)
- D. chorea (Meigen, 1818)
- D. dactylophora (Alexander, 1964)
- D. dampfi Alexander, 1925
- D. davaoensis (Alexander, 1931)
- D. defuncta (Osten Sacken, 1860)
- D. delicata Brunetti, 1912
- D. depauperata Alexander, 1918
- D. dibelone (Alexander, 1969)
- D. dicksoniae (Alexander, 1930)
- D. dichroa Savchenko, 1974
- D. didyma (Meigen, 1804)
- D. dilanio (Alexander, 1958)
- D. dingaan (Alexander, 1960)
- D. dissoluta (Alexander, 1929)
- D. distans Osten Sacken, 1860
- D. distendens Lundstrom, 1912
- D. diura (Alexander, 1942)
- D. diversigladia (Alexander, 1942)
- D. diversispina Alexander, 1923
- D. divisa (Alexander, 1929)
- D. dolerosa (Alexander, 1931)
- D. dorrigensis (Alexander, 1930)
- D. dorsalis Skuse, 1890
- D. dorsolobata (Alexander, 1946)
- D. draupadi (Alexander, 1964)
- D. dravidiana (Alexander, 1951)
- D. dreisbachi (Alexander, 1965)
- D. ebriola (Alexander, 1928)
- D. elegantula Alexander, 1913
- D. elnora (Alexander, 1929)
- D. elquiensis (Blanchard, 1852)
- D. empelia (Alexander, 1962)
- D. encharis (Alexander, 1964)
- D. erichtho (Alexander, 1950)
- D. errabunda (Alexander, 1929)
- D. erratica (Alexander, 1934)
- D. etnurra (Theischinger, 1994)
- D. euernes (Alexander, 1964)
- D. eulaliae Geiger and Stary, 1994
- D. euryrhyncha (Alexander, 1967)
- D. evenhuisi (Hynes, 1993)
- D. exaeta Alexander, 1927
- D. exercita (Alexander, 1929)
- D. extranea (Alexander, 1944)
- D. falcicula (Alexander, 1962)
- D. farri (Alexander, 1964)
- D. fasciata Hutton, 1900
- D. fata (Theischinger, 1994)
- D. fijiana Alexander, 1924
- D. filicauda Alexander, 1925
- D. flagellata Edwards, 1928
- D. flagellifer Alexander, 1928
- D. flavaperta (Alexander, 1941)
- D. flavida (Philippi, 1866)
- D. flavidella (Alexander, 1930)
- D. flavigenu Stary and Freidberg, 2007
- D. flavobrunnea Brunetti, 1912
- D. flavocincta (Brunetti, 1918)
- D. flavofascialis Alexander, 1924
- D. flavohumeralis (Alexander, 1931)
- D. floridana Osten Sacken, 1869
- D. fragilis (Theischinger, 1994)
- D. francki (Alexander, 1932)
- D. fraterna Brunetti, 1912
- D. frivola Alexander, 1928
- D. frontalis (Staeger, 1840)
- D. fugax (Alexander, 1964)
- D. fulva Doane, 1900
- D. fulviceps Alexander, 1925
- D. fulvinota Alexander, 1923
- D. fullawayi Alexander, 1915
- D. funesta Alexander, 1922
- D. furthi Stary and Freidberg, 2007
- D. fuscinota Stary, 2009
- D. galapagoensis (Alexander, 1962)
- D. gardineri Edwards, 1912
- D. gemina (Alexander, 1924)
- D. gentilis (Alexander, 1950)
- D. geronimo (Alexander, 1949)
- D. geyserensis (Alexander, 1943)
- D. gibbera Alexander, 1916
- D. gladiator Osten Sacken, 1860
- D. globulicornis Alexander, 1924
- D. gloria (Byers, 1994)
- D. gloriosa (Alexander, 1912)
- D. goana Alexander, 1927
- D. goritiensis (Mik, 1864)
- D. gracilirostris (Alexander, 1938)
- D. grimshawi Alexander, 1919
- D. grishma (Alexander, 1964)
- D. guamicola (Alexander, 1942)
- D. gubernatoria Alexander, 1924
- D. guillarmodana (Alexander, 1970)
- D. guttata (Philippi, 1866)
- D. guttula Alexander, 1915
- D. haeretica Osten Sacken, 1869
- D. hainaniana (Alexander, 1949)
- D. halobia (Tokunaga, 1936)
- D. halophila (Alexander, 1929)
- D. halterata Osten Sacken, 1869
- D. handlirschi Lackschewitz, 1928
- D. hardyana (Byers, 1985)
- D. harmonia (Alexander, 1956)
- D. harpax (Alexander, 1952)
- D. hawaiiensis Grimshaw, 1901
- D. helmsi Skuse, 1890
- D. hemimelas Alexander, 1922
- D. heteracantha Alexander, 1923
- D. hirsutissima (Alexander, 1962)
- D. homichlophila (Alexander, 1958)
- D. hostica (Alexander, 1938)
- D. hudsoni Edwards, 1923
- D. humerosa (Alexander, 1942)
- D. humidicola Osten Sacken, 1860
- D. hyalinata (Zetterstedt, 1851)
- D. idonea Alexander, 1922
- D. ignara (Alexander, 1967)
- D. illepida (Alexander, 1944)
- D. illumina (Alexander, 1958)
- D. illustris (Alexander, 1944)
- D. imitabilis (Alexander, 1942)
- D. immanis (Alexander, 1950)
- D. immodesta Osten Sacken, 1860
- D. inanis (Alexander, 1934)
- D. incisuralis Skuse, 1890
- D. incisurata Lackschewitz, 1928
- D. incompta (Alexander, 1922)
- D. indefensa (Alexander, 1939)
- D. indefessa (Alexander, 1965)
- D. infensa (Alexander, 1938)
- D. infumata (Philippi, 1866)
- D. ingrata Alexander, 1928
- D. inhabilis (Alexander, 1949)
- D. iniquispina (Hardy, 1953)
- D. innocens Brunetti, 1912
- D. innocua Alexander, 1927
- D. inscita (Alexander, 1935)
- D. insignifica (Alexander, 1912)
- D. insolabilis (Alexander, 1946)
- D. insolita (Alexander, 1979)
- D. insularis Mik, 1881
- D. interrupta (Nielsen, 1966)
- D. invalida Alexander, 1916
- D. involuta (Alexander, 1968)
- D. isabellina Doane, 1900
- D. itatiayana (Alexander, 1944)
- D. jacobus Alexander, 1919
- D. jorgenseni Alexander, 1919
- D. jujuyensis Alexander, 1924
- D. junctura (Alexander, 1949)
- D. kalki (Alexander, 1966)
- D. kallakkure (Theischinger, 1994)
- D. kamakensis Stary, 1993
- D. kandybinae Savchenko, 1987
- D. karma (Alexander, 1948)
- D. kauaiensis Grimshaw, 1901
- D. kaurava (Alexander, 1964)
- D. kermadecensis (Alexander, 1973)
- D. kernensis (Alexander, 1966)
- D. kirishimana Alexander, 1925
- D. knabi (Alexander, 1912)
- D. kowinka (Theischinger, 1994)
- D. koxinga (Alexander, 1930)
- D. kraaiensis (Alexander, 1964)
- D. kraussi (Alexander, 1951)
- D. kubera (Alexander, 1964)
- D. kulin (Alexander, 1933)
- D. kurnai (Alexander, 1933)
- D. kuscheliana (Alexander, 1952)
- D. labecula (Alexander, 1942)
- D. labellata (Alexander, 1969)
- D. lacroixi Alexander, 1926
- D. lachesis Savchenko, 1983
- D. laffooniana (Alexander, 1948)
- D. lagunta (Theischinger, 1994)
- D. laistes (Alexander, 1967)
- D. lapazensis (Alexander, 1962)
- D. lassa (Alexander, 1937)
- D. latebra (Alexander, 1967)
- D. laticellula (Alexander, 1932)
- D. latiflava (Alexander, 1931)
- D. latispina (Alexander, 1942)
- D. lawrencei (Alexander, 1958)
- D. lebombo (Alexander, 1960)
- D. lemmonae (Alexander, 1953)
- D. leptomera (Alexander, 1972)
- D. lethe (Alexander, 1938)
- D. lewisi (Alexander, 1964)
- D. libertoides (Alexander, 1912)
- D. ligayai (Alexander, 1931)
- D. limonioides Savchenko, 1974
- D. lindsayi Alexander, 1924
- D. lineicollis (Blanchard, 1852)
- D. linsdalei (Alexander, 1943)
- D. livida (Say, 1829)
- D. livornica Lackschewitz, 1928
- D. loarinna (Theischinger, 1994)
- D. longicollis (Macquart, 1846)
- D. longipennis (Schummel, 1829)
- D. longiunguis Stary and Freidberg, 2007
- D. longiventris Alexander, 1913
- D. lorettae Geiger, 1985
- D. loveridgeana (Alexander, 1962)
- D. luaboensis (Alexander, 1960)
- D. lucida de Meijere, 1918
- D. lugubris de Meijere, 1924
- D. lutea (Meigen, 1818)
- D. luteiapicalis (Alexander, 1962)
- D. luteipennis Goetghebuer, 1920
- D. luteipes Alexander, 1923
- D. luteitarsis (Alexander, 1965)
- D. luteonitens Edwards, 1923
- D. lydia (Alexander, 1950)
- D. maderensis (Wollaston, 1858)
- D. magninota Stary, 2009
- D. maligna (Alexander, 1945)
- D. malina (Alexander, 1964)
- D. malitiosa (Alexander, 1942)
- D. marina Skuse, 1890
- D. marshalli Alexander, 1920
- D. masafuerae (Alexander, 1952)
- D. mascarensis Alexander, 1921
- D. mattheyi Geiger, 1985
- D. mecogastra (Alexander, 1964)
- D. megastigmosa Alexander, 1922
- D. melanacaena (Alexander, 1970)
- D. melanantha Savchenko, 1984
- D. melanderi (Alexander, 1945)
- D. melanocera Alexander, 1925
- D. melanopleura (Alexander, 1931)
- D. melanoptera (Alexander, 1934)
- D. melina Alexander, 1924
- D. memnon (Alexander, 1960)
- D. meridicola (Alexander, 1943)
- D. mesosternatoides Alexander, 1924
- D. microentmema (Alexander, 1964)
- D. micronychia Lackschewitz, 1941
- D. microscola (Alexander, 1967)
- D. microsoma (Alexander, 1944)
- D. microsomoides (Alexander, 1954)
- D. michaeli (Theowald, 1977)
- D. midas (Alexander, 1954)
- D. millemurro (Theischinger, 1994)
- D. misera Riedel, 1921
- D. miseranda (Alexander, 1945)
- D. mishimana (Alexander, 1970)
- D. mistura (Alexander, 1942)
- D. mitis (Meigen, 1830)
- D. modesta (Meigen, 1818)
- D. moesta Alexander, 1923
- D. monilicornis Hutton, 1900
- D. moniliformis Doane, 1900
- D. monochromera Edwards, 1923
- D. monorhaphis (Alexander, 1980)
- D. monostromia (Tokunaga, 1930)
- D. montium (Alexander, 1929)
- D. mosselica (Alexander, 1949)
- D. motepa (Theischinger, 1994)
- D. muliercula (Alexander, 1942)
- D. mulsa Alexander, 1916
- D. multispina Alexander, 1922
- D. muta (Alexander, 1937)
- D. mutata (Alexander, 1935)
- D. naga (Alexander, 1964)
- D. nairobii Alexander, 1919
- D. nakula (Alexander, 1964)
- D. namwambae (Alexander, 1956)
- D. neabjuncta (Alexander, 1963)
- D. neananta (Alexander, 1967)
- D. nebulifera Alexander, 1922
- D. nefasta (Alexander, 1944)
- D. nelsoniana Alexander, 1925
- D. neofascipennis (Alexander, 1967)
- D. neoguttula (Alexander, 1958)
- D. neomidas (Alexander, 1963)
- D. neopulchripennis (Alexander, 1940)
- D. neopunctulata (Alexander, 1931)
- D. nephelia (Alexander, 1978)
- D. nephelodes Alexander, 1922
- D. nielseniana (Alexander, 1949)
- D. nigrescens Hutton, 1900
- D. nigritorus (Alexander, 1975)
- D. nigrobarbata (Alexander, 1964)
- D. nigropolita Alexander, 1923
- D. niveifusca (Alexander, 1964)
- D. norfolcensis Alexander, 1922
- D. nothofagi (Alexander, 1929)
- D. novemmaculata (Strobl, 1906)
- D. nullanulla (Theischinger, 1994)
- D. obscura Skuse, 1890
- D. obscuripennis Skuse, 1890
- D. obtusiloba (Alexander, 1956)
- D. obtusistylus (Alexander, 1925)
- D. octacantha (Alexander, 1933)
- D. ochripes (Alexander, 1955)
- D. ohlini Alexander, 1920
- D. omi (Theischinger, 1994)
- D. omissa (Alexander, 1912)
- D. omissinervis de Meijere, 1918
- D. omissivena Alexander, 1922
- D. onerosa Alexander, 1928
- D. opima Alexander, 1921
- D. ornata (Meigen, 1818)
- D. ornatipennis (Blanchard, 1852)
- D. orthia (Alexander, 1931)
- D. orthioides (Alexander, 1932)
- D. otagensis Alexander, 1924
- D. ovalistigma (Alexander, 1951)
- D. ozarkensis (Alexander, 1968)
- D. pallidinota Stary, 2009
- D. palliditerga (Alexander, 1942)
- D. pammelas Alexander, 1925
- D. pampoecila Alexander, 1922
- D. panthera (Theischinger, 1994)
- D. parjanya (Alexander, 1967)
- D. particeps Doane, 1908
- D. parvati (Alexander, 1967)
- D. parvistylata (Alexander, 1960)
- D. patens Lundstrom, 1907
- D. patricia Stary, 1982
- D. patruelis Alexander, 1924
- D. paupercula Alexander, 1921
- D. pectinunguis (Tokunaga, 1940)
- D. pedestris (Alexander, 1952)
- D. pelates (Alexander, 1962)
- D. penana (Alexander, 1957)
- D. pendulifera Alexander, 1923
- D. pennifera (Alexander, 1945)
- D. penrissenensis Edwards, 1926
- D. pentadactyla (Alexander, 1964)
- D. peralta (Alexander, 1946)
- D. perdistalis (Alexander, 1943)
- D. perdocta (Alexander, 1954)
- D. perexcelsior (Alexander, 1962)
- D. perflaveola (Alexander, 1927)
- D. peringueyi Alexander, 1917
- D. perpulchra (Alexander, 1928)
- D. perpuncticosta (Alexander, 1950)
- D. perretracta (Alexander, 1942)
- D. perserena (Alexander, 1946)
- D. pertruncata (Alexander, 1962)
- D. perturbata (Alexander, 1978)
- D. phalaris (Alexander, 1956)
- D. phatta (Philippi, 1866)
- D. picticauda (Alexander, 1979)
- D. pictithorax Alexander, 1923
- D. pietatis (Alexander, 1943)
- D. pinodes (Alexander, 1929)
- D. pitoa (Theischinger, 1994)
- D. pleurilineata Riedel, 1917
- D. pluricomata (Alexander, 1964)
- D. plurispina Alexander, 1925
- D. pluvialis (Alexander, 1929)
- D. poli (Alexander, 1941)
- D. polysticta (Philippi, 1866)
- D. polystonyx (Alexander, 1968)
- D. pontica Lackschewitz, 1941

- D. pontophila (Tokunaga, 1940)
- D. posticanivea (Alexander, 1978)
- D. praecellens (Alexander, 1944)
- D. praepostera Alexander, 1925
- D. praevia (Alexander, 1952)
- D. primaeva (Alexander, 1929)
- D. profunda Alexander, 1925
- D. prolixistyla (Alexander, 1981)
- D. pudica Osten Sacken, 1860
- D. pudicoides (Alexander, 1930)
- D. pulchripennis Brunetti, 1912
- D. puncticosta Brunetti, 1912
- D. punctipennis Skuse, 1890
- D. punctulata de Meijere, 1911
- D. punctulatella (Alexander, 1933)
- D. punctulatina (Alexander, 1960)
- D. punctulatoides (Alexander, 1932)
- D. punoensis (Alexander, 1946)
- D. quadrigladia (Alexander, 1944)
- D. quadrituberculata (Alexander, 1937)
- D. quinquenotata (Brunetti, 1918)
- D. radegasti Stary, 1993
- D. rapida (Alexander, 1946)
- D. ravana (Alexander, 1964)
- D. ravida Alexander, 1925
- D. rectidens (Alexander, 1934)
- D. rectistyla (Alexander, 1967)
- D. recurvistyla (Alexander, 1975)
- D. reductissima (Alexander, 1952)
- D. redundans (Alexander, 1956)
- D. regifica Alexander, 1916
- D. remota Skuse, 1890
- D. repanda Edwards, 1923
- D. repentina (Alexander, 1929)
- D. reticulata (Alexander, 1912)
- D. retrusa (Alexander, 1930)
- D. reversalis Alexander, 1922
- D. rhinoceros (Alexander, 1945)
- D. rixosa (Alexander, 1964)
- D. rodriguensis Edwards, 1923
- D. rostrifera Osten Sacken, 1869
- D. rostrotruncata (Alexander, 1979)
- D. rudra (Alexander, 1960)
- D. sabroskyana (Byers, 1982)
- D. sanctaecruzae Alexander, 1920
- D. sanctaehelenae (Alexander, 1962)
- D. sanctigeorgii Edwards, 1927
- D. satura (Alexander, 1956)
- D. saxatilis Skuse, 1890
- D. saxemarina (Alexander, 1937)
- D. scelio (Alexander, 1965)
- D. scimitar (Alexander, 1942)
- D. schindleri (Alexander, 1962)
- D. schmidiana (Alexander, 1975)
- D. seducta Alexander, 1923
- D. selkirki Alexander, 1920
- D. semantica (Alexander, 1932)
- D. semicuneata Alexander, 1924
- D. seposita (Alexander, 1929)
- D. sera (Walker, 1848)
- D. serratiloba (Alexander, 1950)
- D. shelfordi (Alexander, 1944)
- D. shinanoensis (Alexander, 1933)
- D. shirakii Alexander, 1923
- D. sibyllina (Alexander, 1929)
- D. sielediva (Alexander, 1960)
- D. signata de Meijere, 1919
- D. signatella Stary and Freidberg, 2007
- D. simillima (Alexander, 1912)
- D. simulans (Walker, 1848)
- D. skanda (Alexander, 1964)
- D. smythiana (Alexander, 1942)
- D. snelli (Edwards, 1934)
- D. sparsa Alexander, 1924
- D. sparsituber (Alexander, 1962)
- D. sperata Alexander, 1922
- D. spinosissima Geiger and Stary, 1994
- D. splendidula (Alexander, 1930)
- D. sponsa Alexander, 1922
- D. sternolobatoides (Alexander, 1964)
- D. stigmata Doane, 1900
- D. strobli Pagast, 1941
- D. stuardoi (Alexander, 1952)
- D. stulta Osten Sacken, 1860
- D. stygipennis Alexander, 1919
- D. subalbitarsis (Alexander, 1930)
- D. subandicola (Alexander, 1947)
- D. subandina (Alexander, 1913)
- D. subconfusa (Alexander, 1958)
- D. subchlorotica (Alexander, 1969)
- D. subdichroa Savchenko, 1974
- D. subdidyma (Alexander, 1975)
- D. subdola Alexander, 1913
- D. subfasciata Alexander, 1924
- D. subfascipennis Brunetti, 1912
- D. subflavida (Alexander, 1929)
- D. sublimis (Alexander, 1932)
- D. submarina (Theischinger, 1994)
- D. submidas (Alexander, 1956)
- D. submulsa (Alexander, 1971)
- D. submutata (Alexander, 1942)
- D. suborthia (Alexander, 1932)
- D. subpulchripennis (Alexander, 1931)
- D. subpunctulata (Alexander, 1930)
- D. subravida Alexander, 1928
- D. subredundans (Alexander, 1975)
- D. subremota Alexander, 1922
- D. subreticulata (Alexander, 1943)
- D. subsordida Edwards, 1928
- D. substricta Alexander, 1928
- D. subtristoides (Alexander, 1945)
- D. subviridis Alexander, 1922
- D. sulphuralis Edwards, 1923
- D. suspensa (Alexander, 1933)
- D. swezeyana (Alexander, 1942)
- D. swezeyi Alexander, 1919
- D. synclera Alexander, 1927
- D. tahanensis Edwards, 1928
- D. takeuchii Alexander, 1922
- D. tamsi (Edwards, 1934)
- D. tapleyi Alexander, 1924
- D. tarsalba Alexander, 1922
- D. teinoterga (Alexander, 1967)
- D. tenebrosa Edwards, 1923
- D. tenuiclava (Alexander, 1932)
- D. tenuicula (Alexander, 1929)
- D. tenuifilamentosa (Alexander, 1945)
- D. terebrina Alexander, 1921
- D. terraenovae Alexander, 1920
- D. tessulata (Savchenko, 1974)
- D. thamyris (Alexander, 1950)
- D. theowaldi Oosterbroek, 2009
- D. thetica (Alexander, 1932)
- D. thixis (Alexander, 1967)
- D. tinctipennis de Meijere, 1916
- D. tipulipes Karsch, 1886
- D. titicacana (Alexander, 1945)
- D. tongensis (Alexander, 1978)
- D. torpida (Alexander, 1948)
- D. torrens Alexander, 1923
- D. torulosa (Alexander, 1968)
- D. transfuga (Alexander, 1935)
- D. tremula (Alexander, 1931)
- D. tricuspidata (Alexander, 1936)
- D. tricuspis Alexander, 1923
- D. tricholabis Edwards, 1926
- D. trifilamentosa (Alexander, 1932)
- D. trilobifera (Alexander, 1967)
- D. trilobula (Alexander, 1958)
- D. trinitatis (Alexander, 1931)
- D. trispinula (Alexander, 1933)
- D. tristigmata Alexander, 1925
- D. tristina (Alexander, 1930)
- D. trituberculata (Alexander, 1929)
- D. troglophila (Alexander, 1929)
- D. tyrranica (Alexander, 1964)
- D. uinta (Alexander, 1948)
- D. umbonis (Alexander, 1964)
- D. umkomazanae (Alexander, 1956)
- D. ungjeeburra (Theischinger, 1994)
- D. unicinctifera (Alexander, 1930)
- D. unispinosa Alexander, 1921
- D. upoluensis Edwards, 1928
- D. ushas (Alexander, 1965)
- D. vaccha (Alexander, 1966)
- D. validistyla (Alexander, 1933)
- D. vamana (Alexander, 1952)
- D. variabilis Grimshaw, 1901
- D. variispina Alexander, 1924
- D. varsha (Alexander, 1967)
- D. veda (Alexander, 1966)
- D. venatrix (Alexander, 1952)
- D. veneris (Alexander, 1952)
- D. ventralis (Schummel, 1829)
- D. venusta Bergroth, 1888
- D. venustior (Alexander, 1950)
- D. veternosa (Alexander, 1935)
- D. viator (Alexander, 1960)
- D. vicarians (Schiner, 1868)
- D. vicina (Macquart, 1839)
- D. villaricae (Alexander, 1929)
- D. virilis Alexander, 1916
- D. vulgata Bergroth, 1888
- D. waitakeriae (Alexander, 1952)
- D. walleyi (Alexander, 1943)
- D. wattamolla (Theischinger, 1994)
- D. weiseriana (Alexander, 1929)
- D. weschei Edwards, 1923
- D. whiteae (Alexander, 1941)
- D. whitei Alexander, 1921
- D. wilfredi (Alexander, 1952)
- D. willamettensis (Alexander, 1949)
- D. williamsae (Theischinger, 1994)
- D. wiseana (Alexander, 1956)
- D. woggoon (Theischinger, 1994)
- D. wundurra (Theischinger, 1994)
- D. yaksha (Alexander, 1964)
- D. yerrawar (Theischinger, 1994)
- D. yoganidra (Alexander, 1967)
- D. ypsilon (Alexander, 1959)
- D. yunqueana (Alexander, 1952)
- D. zernyi Lackschewitz, 1928
- D. zonata Skuse, 1890

### OndergeslachtDoaneomyiaAlexander, 1921
- D. altitarsis (Edwards, 1927)
- D. caledoniensis (Alexander, 1948)
- D. deprivata (Alexander, 1948)
- D. fijicola (Alexander, 1953)
- D. pampangensis (Alexander, 1931)
- D. tahitiensis (Alexander, 1921)

### OndergeslachtErostrataSavchenko, 1976
- D. canis (Alexander, 1931)
- D. cnephosa (Alexander, 1959)
- D. cynotis (Alexander, 1931)
- D. globithorax Osten Sacken, 1869
- D. melas (Alexander, 1934)
- D. tabashii (Alexander, 1934)

### OndergeslachtEuglochinaAlexander, 1921
- D. arachnobia (Alexander, 1929)
- D. bulbibasis (Alexander, 1972)
- D. captiosa (Alexander, 1932)
- D. comoroensis (Alexander, 1959)
- D. connectans Alexander, 1920
- D. curtata (Alexander, 1935)
- D. curtivena Alexander, 1922
- D. dignitosa (Alexander, 1931)
- D. dravidica (Alexander, 1951)
- D. fuscibasis Alexander, 1922
- D. invocata (Alexander, 1948)
- D. novaeguineae de Meijere, 1915
- D. okinawensis Alexander, 1925
- D. projecta (Alexander, 1929)
- D. saltens (Doleschall, 1857)
- D. silens (Alexander, 1948)

### OndergeslachtGlochinaMeigen, 1830
- D. bangerteri (Mendl, 1974)
- D. basifusca Alexander, 1919
- D. brevispina Savchenko, 1976
- D. cretica Mendl, 1979
- D. hansiana Stary and Geiger, 1985
- D. illingworthi Alexander, 1914
- D. kaszabi (Mannheims and Savchenko, 1973)
- D. kinensis (Alexander, 1936)
- D. liberta Osten Sacken, 1860
- D. mediterranea Lackschewitz, 1942
- D. pauli Geiger, 1983
- D. perobtusa (Alexander, 1945)
- D. persordida Savchenko, 1976
- D. schineriana (Alexander, 1964)
- D. sericata (Meigen, 1830)
- D. sordida Brunetti, 1912
- D. sordidipennis (Alexander, 1940)
- D. staryi Geiger and Mendl, 1994
- D. transsilvanica Lackschewitz, 1928
- D. tristis (Schummel, 1829)
- D. tristoides (Alexander, 1929)

### OndergeslachtHesperolimoniaAlexander, 1966
- D. infuscata Doane, 1900

### OndergeslachtIdioglochinaAlexander, 1921
- D. allani (Alexander, 1959)
- D. ambrosiana (Alexander, 1962)
- D. australiensis Alexander, 1922
- D. bioculata (de Meijere, 1916)
- D. corallicola (Alexander, 1956)
- D. chlorella (Alexander, 1978)
- D. debeauforti de Meijere, 1913
- D. flavalis (Alexander, 1934)
- D. fumipennis (Butler, 1875)
- D. kotoshoensis Alexander, 1923
- D. kronei Mik, 1881
- D. latibasis (Alexander, 1967)
- D. lightfooti Alexander, 1917
- D. marmorata Osten Sacken, 1861
- D. medidorsalis (Tokunaga, 1936)
- D. obesula Edwards, 1927
- D. pacifica (Tokunaga, 1935)
- D. parvimacula Edwards, 1927
- D. perkinsiana (Alexander, 1930)
- D. porteri Alexander, 1919
- D. tokara (Nobuchi, 1955)
- D. tokunagai (Alexander, 1932)
- D. tokunagana (Alexander, 1964)
- D. tusitala (Alexander, 1921)
- D. vilae Edwards, 1927

### OndergeslachtIdiopygaSavchenko, 1987
- D. alpina Bangerter, 1948
- D. byersi Oosterbroek, 2009
- D. ctenopyga (Alexander, 1943)
- D. danica Kuntze, 1919
- D. esbeni (Nielsen, 1940)
- D. grahamiana (Alexander, 1933)
- D. halterella Edwards, 1921
- D. intricata Alexander, 1927
- D. klefbecki (Tjeder, 1941)
- D. lackschewitzi Edwards, 1928
- D. lulensis (Tjeder, 1969)
- D. magnicauda Lundstrom, 1912
- D. megacauda Alexander, 1924
- D. melleicauda Alexander, 1917
- D. murina (Zetterstedt, 1851)
- D. nigristigma Nielsen, 1919
- D. piscataquis (Alexander, 1941)
- D. ponojensis Lundstrom, 1912
- D. retrograda (Alexander, 1941)
- D. sternolobata (Alexander, 1936)
- D. stigmatica (Meigen, 1830)
- D. tseni (Alexander, 1938)
- D. violovitshi Savchenko, 1974

### OndergeslachtMelanolimoniaAlexander, 1965
- D. aurita (Alexander, 1929)
- D. azorica (Nielsen, 1963)
- D. benguetensis (Alexander, 1931)
- D. caledonica Edwards, 1926
- D. emodi (Alexander, 1960)
- D. evexa (Alexander, 1967)
- D. fulvomorio (Edwards, 1933)
- D. fulvonigrina (Alexander, 1965)
- D. hamata Becker, 1908
- D. kansuensis (Alexander, 1930)
- D. kongosana (Alexander, 1934)
- D. lakshmi (Alexander, 1958)
- D. latemarginata (Alexander, 1972)
- D. monkhtuyae Podenas and Gelhaus, 2001
- D. morio (Fabricius, 1787)
- D. morioides Osten Sacken, 1860
- D. moronis (Alexander, 1932)
- D. neomorio Alexander, 1927
- D. nesomorio Alexander, 1928
- D. nigrithorax Brunetti, 1912
- D. nitidithorax Senior-White, 1922
- D. nycteris Alexander, 1927
- D. occidua Edwards, 1926
- D. pacifera (Alexander, 1937)
- D. paramorio Alexander, 1926
- D. parviloba (Alexander, 1940)
- D. parvincisa (Alexander, 1940)
- D. penita (Alexander, 1936)
- D. pernigrita (Alexander, 1965)
- D. priapula (Alexander, 1966)
- D. pseudomorio Alexander, 1920
- D. rhadinostyla (Alexander, 1967)
- D. rufiventris (Strobl, 1900)
- D. spinifera Alexander, 1927
- D. stylifera Lackschewitz, 1928
- D. subaurita (Alexander, 1938)
- D. submorio Alexander, 1920
- D. tergotruncata (Alexander, 1966)

### OndergeslachtNealexandriariaAlexander, 1967
- D. anisota (Alexander, 1973)
- D. argyrata (Alexander, 1929)
- D. atayal (Alexander, 1929)
- D. atromaculata Edwards, 1928
- D. brevissima Alexander, 1925
- D. carneotincta Alexander, 1915
- D. cinereicapilla (Alexander, 1934)
- D. conveniens (Walker, 1848)
- D. diengana (Alexander, 1931)
- D. frontina (Edwards, 1933)
- D. fulvicolor (Alexander, 1973)
- D. injucunda (Alexander, 1967)
- D. ludmilla (Theischinger, 1994)
- D. milkurli (Theischinger, 1994)
- D. nathalinae (Alexander, 1932)
- D. nigroephippiata (Alexander, 1952)
- D. ochricapilla (Alexander, 1956)
- D. prominens Brunetti, 1918
- D. scolopia (Alexander, 1971)
- D. semirufa Edwards, 1927
- D. simplissima Alexander, 1915
- D. sollicita (Alexander, 1931)
- D. tecta (Alexander, 1932)
- D. tenella de Meijere, 1911
- D. unibrunnea (Alexander, 1945)

### OndergeslachtNeoglochinaAlexander, 1967
- D. aurigena (Alexander, 1944)
- D. capnora Alexander, 1921
- D. curraniana (Alexander, 1944)
- D. esau (Alexander, 1947)
- D. felix (Alexander, 1950)
- D. fumosa (Alexander, 1912)
- D. grossa (Alexander, 1938)
- D. imperturbata (Alexander, 1951)
- D. infucata (Alexander, 1927)
- D. ingens (Alexander, 1945)
- D. insulicola Oosterbroek, 2009
- D. leucoscelis (Alexander, 1950)
- D. limbinervis (Alexander, 1941)
- D. lutzi (Alexander, 1912)
- D. mesotricha (Alexander, 1944)
- D. moniligera (Alexander, 1967)
- D. multisignata (Alexander, 1936)
- D. pernobilis (Alexander, 1941)
- D. praeclara (Alexander, 1928)
- D. sciasma (Alexander, 1950)
- D. trialbocincta (Alexander, 1941)

### OndergeslachtNeolimnobiaAlexander, 1928
- D. anthracopoda (Alexander, 1938)
- D. archangelica (Alexander, 1942)
- D. corallina (Alexander, 1938)
- D. diva (Schiner, 1868)
- D. excelsior (Alexander, 1944)
- D. hypocrita (Alexander, 1935)
- D. immaculipes (Alexander, 1935)
- D. latiorflava (Alexander, 1979)
- D. muscosa Enderlein, 1912
- D. pugilis (Alexander, 1943)
- D. stygicornis (Alexander, 1962)
- D. tricincta Alexander, 1913

### OndergeslachtNesciomyiaTheischinger, 1994
- D. durroon (Theischinger, 1994)

### OndergeslachtNumantia
- D. fusca (Meigen, 1804)

### OndergeslachtPandamyiaTheischinger, 1994
- D. nowankareena (Theischinger, 1994)
- D. uckillya (Theischinger, 1994)

### OndergeslachtPeripheropteraSchiner, 1868
- D. aberrans (Schiner, 1868)
- D. angustifasciata (Alexander, 1922)
- D. arcuata (Alexander, 1913)
- D. atrosignata (Alexander, 1934)
- D. auranticolor (Alexander, 1978)
- D. austroandina (Alexander, 1929)
- D. cochabambae (Alexander, 1945)
- D. croceibasis (Alexander, 1942)
- D. cynara (Alexander, 1942)
- D. dis (Alexander, 1944)
- D. eudorae (Alexander, 1913)
- D. euryptera (Alexander, 1953)
- D. fulvistigma (Alexander, 1953)
- D. fumibasalis (Alexander, 1937)
- D. fuscoanalis (Alexander, 1979)
- D. glochinoides (Alexander, 1922)
- D. incommoda (Osten Sacken, 1888)
- D. incommodes (Alexander, 1928)
- D. lankesteri (Alexander, 1946)
- D. lichyella (Alexander, 1947)
- D. lissomelania (Alexander, 1967)
- D. machupichuana (Alexander, 1953)
- D. morgana (Alexander, 1944)
- D. nearcuata (Alexander, 1940)
- D. nitens (Schiner, 1868)
- D. ordinaria (Alexander, 1945)
- D. parvistigmata (Alexander, 1980)
- D. peramoena (Alexander, 1945)
- D. perdelecta (Alexander, 1940)
- D. prindlei (Alexander, 1938)
- D. rediviva (Alexander, 1942)
- D. rhoda (Alexander, 1939)
- D. schineri (Osten Sacken, 1888)
- D. subamoena (Alexander, 1942)
- D. teucholaboides (Alexander, 1913)
- D. thioptera (Alexander, 1941)
- D. trimelania (Alexander, 1942)
- D. trinigrina (Alexander, 1940)
- D. vivasberthieri (Alexander, 1940)

### OndergeslachtPseudoglochinaAlexander, 1921
- D. angustapicalis (Alexander, 1931)
- D. apicialba (Alexander, 1965)
- D. bicinctipes Brunetti, 1912
- D. bilatior (Alexander, 1932)
- D. bilatissima (Alexander, 1932)
- D. biluteola (Alexander, 1950)
- D. bryophila (Alexander, 1934)
- D. dimelania (Alexander, 1935)
- D. eurymelania (Alexander, 1965)
- D. evanescens (Alexander, 1936)
- D. fuscolata (Alexander, 1936)
- D. hoskingi (Alexander, 1935)
- D. kobusi de Meijere, 1904
- D. laticincta (Edwards, 1928)
- D. microneura (Alexander, 1948)
- D. monocycla (Alexander, 1935)
- D. periscelis (Alexander, 1958)
- D. pictipes Brunetti, 1918
- D. ponapensis (Alexander, 1940)
- D. procella (Alexander, 1936)
- D. pulchripes (Alexander, 1920)
- D. querula (Alexander, 1937)
- D. riukiuensis (Alexander, 1929)
- D. unicinctipes (Alexander, 1929)

### OndergeslachtSivalimnobiaAlexander, 1963
- D. alticola Edwards, 1916
- D. approximata Brunetti, 1912
- D. aquosa Verrall, 1886
- D. bicolor Brunetti, 1918
- D. clavula (Alexander, 1972)
- D. euphileta (Alexander, 1924)
- D. excelsa Alexander, 1915
- D. fortis Brunetti, 1912
- D. kali (Alexander, 1963)
- D. marginella (Alexander, 1929)
- D. nongkodjadjarensis de Meijere, 1913
- D. pererratica (Alexander, 1973)
- D. pleiades (Alexander, 1931)
- D. rahula (Alexander, 1963)
- D. uma (Alexander, 1967)

### OndergeslachtZalusaEnderlein, 1906
- D. falklandica (Enderlein, 1906)

### OndergeslachtZelandoglochinaAlexander, 1924
- D. angelica (Alexander, 1929)
- D. aphanta (Alexander, 1929)
- D. atrovittata Alexander, 1922
- D. bigoti (Alexander, 1913)
- D. canterburiana Alexander, 1923
- D. circularis Alexander, 1924
- D. crassipes Edwards, 1923
- D. cubitalis Edwards, 1923
- D. decincta Edwards, 1923
- D. fagetorum (Alexander, 1929)
- D. flabellifera (Alexander, 1929)
- D. flavidipennis Edwards, 1923
- D. harrisi Alexander, 1923
- D. huttoni Edwards, 1923
- D. laterospina Alexander, 1924
- D. melanogramma Edwards, 1923
- D. miniata (Alexander, 1929)
- D. multiarmata (Alexander, 1929)
- D. multinodosa (Alexander, 1929)
- D. myersi Alexander, 1924
- D. nodulifera (Alexander, 1929)
- D. nubleana (Alexander, 1971)
- D. octava Edwards, 1923
- D. ofella (Alexander, 1953)
- D. omissistyla (Alexander, 1929)
- D. paradisea Alexander, 1923
- D. parvispinosa (Alexander, 1929)
- D. pervincta (Alexander, 1936)
- D. pilosipennis (Alexander, 1929)
- D. setulipennis (Alexander, 1929)
- D. sublacteata Edwards, 1923
- D. tehuelche (Alexander, 1929)
- D. tenuipalpis (Alexander, 1929)
- D. torticornis (Alexander, 1929)
- D. unicornis Alexander, 1923
- D. unijuga Alexander, 1923